# Acció positiva
Una acció positiva és una mesura concreta, compensatòria, correctiva, dissenyada amb una finalitat específica, de caràcter quantificable i temporal que pretén rescabalar un dany històric mitjançant polítiques d'integració social adreçades a persones socialment discriminades.

## Aparició i evolució de les accions positives
Les accions positives sorgeixen als anys 80 com a part de les polítiques d'igualtat. Són conseqüència de les limitacions de l'enfocament d'igualtat de tracte del pensament lliberal clàssic que apostava per un model restringit d'igualtat d'oportunitats i l'aparició de polítiques públiques de gènere en la Unió Europea.
La implementació d'accions positives ha perdurat al llarg del temps i han estat incloses en les diferents formes de polítiques d'igualtat que, ara com ara, són enteses de manera diferent amb el gender mainstreaming o transversalitat de gènere, el que implica que s'hagin de fer programes des de totes les àrees de les Administracions Públiques.
Inicialment van ser anomenades com "accions de discriminació positiva". Avui dia però, aquesta expressió ha quedat obsoleta i està en desús per dos motius: El primer és perquè les accions de discriminació positiva actuaven sobre els resultats (per exemple: escollir a la dona en cas d'empat entre una dona i un home en una selecció de treball); el segon és el caràcter paradoxal del significat de les paraules que la componen, ja que "Discriminació" fa referència a tractar de diferent manera a persones per la seva ideologia, gènere, ètnia, etc., en canvi totes sabem que la paraula "positiva" fa pensar en coses bones.

## Bases legals de les accions positives
Tot seguit es mostra un recorregut per les bases legals que fonamenten i regulen el desenvolupament d'accions positives, començant per l'àmbit local i finalitzant amb l'Assemblea General de les Nacions Unides.

### Plans d'igualtat de les Administracions locals
Segons la Guia para Elaborar Planes Locales de Igualdad de la Federació Espanyola de Municipis i Províncies (FEMP), un pla d'igualtat d'una Administració local és una guia que fixa un temps determinat per a desenvolupar polítiques locals d'igualtat, dotades dels recursos humans i materials necessaris per a corregir les desigualtats socials que es donen en les dones del municipi. Aquests plans inclouen mesures d'accions positives.

### Llei 17/2015, del 21 de juliol, d'igualtat efectiva de dones i homes (Catalunya)
- La llei 17/2015[7] en el Capítol I: Disposicions generals, Article 2: Definicions, Discriminació directa; deixa clar el caràcter no discriminatori de les accions positives segons el següent paràgraf:

"[…] No són mesures discriminatòries per raó de sexe les que, encara que plantegin un tractament diferent per a homes i dones, tenen una justificació objectiva i raonable, com ara les que es fonamenten en l'acció positiva per a les dones, en la necessitat d'una protecció especial per motius biològics o en la promoció de la corresponsabilitat de dones i homes en el treball domèstic o en el de cura de persones."
- En el Capítol II: Competències i organització administrativa, Article 5: Competències de l'Administració de la Generalitat, punt c; ens diu que en polítiques d'igualtat de gènere correspon a la Generalitat: "Crear i adequar programes per a integrar la transversalitat de la perspectiva de gènere en totes les polítiques i actuacions públiques i en l'elaboració dels pressupostos, i també en la diagnosi, el disseny i l'execució d'accions positives que s'hagin d'aplicar amb caràcter general a tot el territori."

- En el mateix capítol de la llei, l'Article 20: Participació social de les dones, punt 1; deixa clar que els poders públics tenen l'obligació d'adoptar accions positives que siguin proporcionades amb cada objectiu per al que es treballi, que permetin la correcció de situacions de la desigualtat social i que contribueixin a fer efectiu el dret a la participació social de les dones.

### Llei orgànica 3/2007, de 22 de març, per a la igualtat efectiva de dones (Espanya)
- Dins la Llei orgànica 3/2007,[8] en el Títol I: El principi d'igualtat i la tutela contra la discriminació, Article 11: Accions positives, punt 1; es redacta que per a fer efectiu el dret constitucional de la igualtat, els poders públics deuen desenvolupar mides específiques que han de ser aplicades a favor de les dones mentre es continuïn donant situacions de desigualtat respecte als homes.

- En el Títol II: Polítiques públiques per a la igualtat, Capítol I. Principis generals, Article 14: Criteris generals d'actuació dels poders públics, punt 6; recull com a criteris generals: "La consideració de les singulars dificultats en què es troben les dones de col·lectius d'especial vulnerabilitat, com són les que pertanyen a minories, les dones migrants, les nenes, les dones amb discapacitat, les dones grans, les dones viudes i les dones víctimes de violència de gènere, per a les quals els poders públics poden adoptar, igualment, mesures d'acció positiva."

- També dins del Títol II, però en el Capítol II: Acció administrativa per a la igualtat, Article 26: La igualtat en l'àmbit de la creació i producció artística i intel·lectual; punt 2 (apartats e, f): parla de com els organismes i/o estructures de les Administracions Públiques han d'adoptar quantes accions positives siguin necessàries per a poder corregir situacions de desigualtat en la producció i creació intel·lectual artística i cultural, i afavorir, tant a nivell nacional com internacional, l'intercanvi cultural, intel·lectual i artístic.

- El mateix Títol II, Capítol II, Article 32: Política espanyola de cooperació per al desenvolupament, punt 3; copsa com l'Administració espanyola ha de: "[…] plantejar un procés progressiu, a mitjà termini, d'integració efectiva del principi d'igualtat i l'enfocament de gènere en desenvolupament (GED), en tots els nivells de la seva gestió, […] i la promoció de mesures d'acció positiva que afavoreixin canvis significatius en la implantació del principi d'igualtat, tant dins de l'Administració com en el mandat de desenvolupament de la mateixa cooperació espanyola."

- Per acabar, en el Títol IV: El dret al treball en igualtat d'oportunitats, Capítol I: Igualtat de tracte i d'oportunitats en l'àmbit laboral, Article 43: Promoció de la igualtat en la negociació col·lectiva; es pot veure com també en aquest àmbit es poden establir mesures d'acció positiva que beneficiïn a les dones que vulguin incorporar-se al mercat laboral i que dins d'aquest es faci efectiu el principi d'igualtat i no discriminació respecte als homes.

### Consell de Municipis i Regions d'Europa
Els components del Consell de Municipis i Regions d'Europa, del que la Federació Espanyola de Municipis i Províncies (FEMP) en forma part com a sòcia i representant dels governs locals i regionals espanyols, van redactar i signar la Carta Europea per a la igualtat de dones i homes en la vida local amb el compromís d'aplicar en els seus territoris els acords definits en ella.
Així, veiem com en la Tercera Part: Responsabilitat democràtica - El paper polític, Article 7: Bona administració i consulta, punt 3; queda especificat com les entitats signants es comprometen a reconèixer just poder assegurar-se que en les consultes i durant el procés que aquestes comportin, es tinguin en consideració les opinions que no gaudeixin de gaires oportunitats de ser escoltades i que se'ls garanteixin la participació mitjançant accions positives legals.

Tanmateix, en la Tercera part: El rol d'ocupador, Article 11, punt 3; les entitats signants es comprometen a:
"[…] prendre totes les mesures oportunes, incloses accions positives en el límit dels seus poders legals, per concretar els drets enunciats més amunt. Les mesures esmentades en el punt 3 comprenen el que segueix: (a) La revisió de polítiques i procediments relatius a l'ocupació [...]. (b) La prohibició de l'assetjament sexual a la feina [...]. (c) La recerca d'una composició personal, a tots els nivells, conforme amb la diversitat social, econòmica i cultural de la població local. (d) L'ajuda per a la conciliació de la vida professional, social i privada [...]."

### Consell d'Europa
El Consell d'Europa és una organització internacional amb seu a Estrasburg establerta el 5 de maig de 1949 pel Tractat de Londres i del que des del 2007 en formen part 47 estats, entre ells Espanya. Al Consell d'Europa es poden adherir tots aquells estats europeus que assegurin garantir els drets humans fonamentals a les seves poblacions i acceptin els principis de la llei.

El comitè d'igualtat del Consell d'Europa defineix les accions positives com:
“estratègies destinades a establir la igualtat d'oportunitats per mitjà de mesures que permetin contrastar o corregir aquelles discriminacions que són el resultat de pràctiques o sistemes socials”.

### Comitè per a l'eliminació de la discriminació contra la dona, CEDAW (Nacions Unides)
El Comitè per a l'eliminació de la discriminació contra la dona, CEDAW és un òrgan d'experts que estudia i supervisa l'aplicació de la Convenció sobre l'eliminació de totes les formes de discriminació contra la dona. Aquesta convenció és un tractat internacional de l'Assemblea General de les Nacions Unides que va entrar en vigor l'any 1981. Va ser adoptat com a declaració dels drets internacionals per a les dones i ratificat per 188 estats, entre ells l'estat espanyol. Els estats membres, als que la CEDAW anomena Estats Parts, es van comprometre a aplicar els principis recollits en la Convenció i a adoptar quantes mesures fossin necessàries per a eliminar la discriminació contra les dones, independentment de la forma en la que es manifesti.
Referint-se a les accions positives pel seu caràcter correctiu i temporal, en la Part I, Article 4, punt 1: Medidas especiales temporales; diu que els Estats Parts han d'adoptar mesures temporals adreçades a accelerar l'assoliment de la igualtat d'oportunitats de les dones respecte als homes, mesures que seran sospeses una vegada s'aconsegueixin els objectius pel que estan destinades.
La CEDAW revisa i examina les dades i els informes que li fan arribar els Estats Parts i fa Recomanacions de caràcter general quan valora que s'ha de dedicar més atenció a aquelles qüestions que afecten a les dones.

Entre les Recomanacions i veient la necessitat d'aplicar plenament el que fa referència a la Part I, Article 4, punt 1: Medidas especiales temporales; està la recomanació número 5; on s'especifica:
"[…] que los Estados Partes hagan mayor uso de medidas especiales de carácter temporal como la acción positiva, el trato preferencial o los sistemas de cupos para que la mujer se integre en la educación, la economía, la política y el empleo."

També la recomanació número 25 es refereix a la Part I, Article 4, punt 1: Medidas especiales temporales; la CEDAW recorda que els Estats Parts són responsables de la creació de normes i del disseny de polítiques públiques per a garantir la igualtat de les dones incloent un marc jurídic que permeti l'aplicació de mides especials temporals per aconseguir la igualtat substantiva o de facto. També han de facilitar al Comité informació fonamentada i específica al respecte.

## Crítiques i objeccions a les accions positives
Hi ha multitud de crítiques i objeccions respecte del desplegament de les accions positives tot i estar regulades legalment i quedant excloses de qualsevol sospita de caràcter discriminatori, tal com diu la llei 17/2015 [7] en el Capítol I: Disposicions generals, Article 2: Definicions, Discriminació directa.
Hi ha crítiques sociològiques que asseguren que les accions positives poden tenir efectes no desitjats i provocar el ressentiment de les persones ni incloses en elles.
És però el feminisme liberal el gran detractor constant. Compara la discriminació que les dones pateixen pel fet de ser-ho, amb qualsevol altre tipus de discriminació sense tenir en compte el sotmetiment històric de les dones al patriarcat, al masclisme ni a l'androcentrisme que fa moure el món. No accepta la discriminació contra les dones per raons col·lectives o socials i fa una relació directa de la situació de les dones amb la dels homes que crea una "injusta" equitat entre gèneres. Tampoc reconeix l'origen intergrupal de la discriminació i es refereix al fet que "tots els homes són iguals", tot i que per "tots" no es pot entendre la totalitat del gènere humà, sinó als qui pertanyen a un determinat grup social privilegiat.